# Espinho (Mangualde)
Espinho es una freguesia portuguesa del concelho de Mangualde, con 15,31 km² de superficie y 1.226 habitantes (2001). Su densidad de población es de 250 hab/km².